# كونامي '88
كونامي '88 (بالإنجليزية: Konami '88)‏ ، هي لعبة فيديو إلكترونية من نوع رياضة الأولمبياد، صدرت شركة كونامي اليابانية عن طريق جهاز آركيد الضخم عام 1988مز.

## وصلات خارجية
كونامي '88 على موقع القائمة القاتلة لألعاب الفيديو